# Jan-Olof Larsson
Jan-Olof Hugo Larsson, född 22 september 1951 i Kungshamn, är en svensk politiker (socialdemokrat). Han var ordinarie riksdagsledamot 2002–2017 (dessförinnan tjänstgörande ersättare 2001–2002), invald för Västra Götalands läns västra valkrets.
Tidigare var han ordförande för Socialdemokraterna i Sotenäs.[källa behövs] Han är till yrket industriarbetare.
I riksdagen var han ledamot i miljö- och jordbruksutskottet 2002–2017 och EU-nämnden 2014–2015. Han var även suppleant i konstitutionsutskottet, näringsutskottet, sammansatta utrikes-, miljö- och jordbruksutskottet och Nordiska rådets svenska delegation.